# Tiolo ossidasi
La tiolo ossidasi è un enzima appartenente alla classe delle ossidoreduttasi, che catalizza la seguente reazione:
4 R'C(R)SH + O2 ⇄ 2 R'C(R)S-S(R)CR′ + 2 H2O
R può essere =S o =O, oppure una varietà di altri gruppi. L'enzima non è specifico per R′.